# 매크로 엔지니어링
매크로 엔지니어링(macro-engineering, ME), 메가 엔지니어링(mega engineering) 또는 거대공학(巨大工學)은 고대의 피라미드, 근대의 수에즈 운하, 현대의 우주개발과 같이 그 시대 최고의 기술과 최대의 조직을 동원하여 이루어지는 거대 프로젝트와 그것의 계획·조직·관리를 위한 토털 시스템을 말한다. 매크로 엔지니어링은 투자규모가 크고 장기간에 걸치게 되므로 기술분야의 파급효과가 크다는 특징이 있다. 21세기를 앞둔 세계 경제의 활성화를 위하여 급속한 기술혁명에 의해 이루어지고 있는 우주 해양 등의 개발, 파나마 제2운하와 같은 세계적인 재개발에 대한 관심이 높아지고 있다.

## 같이 보기
- 조림 (활동)
- 아틀란트로파
- 바이오매스
- 기후 공학
- 탈산림화
- 생태공학
- 산림 원예
- 퍼머컬처
- 지속농업
- 테라포밍